# 小松大祐
小松 大祐（こまつ だいすけ、1984年9月27日 - ）は、日本のラグビー選手。

## プロフィール
- 宮城県登米市出身。
- ポジションはウィング(WTB)。
- 身長 173cm、体重 85kg
- ニックネームはこまだい。
- 関東代表に選ばれたことがある[1]。

## 略歴
ラグビーは高校から始めた。
2003年、佐沼高校卒業後、立正大学に入る。
2007年、立正大学卒業後、リコーブラックラムズに加入。同年10月27日に行われたジャパンラグビートップリーグ第1節の日本IBMビッグブルー戦に先発出場で公式戦初出場を果たす。 
2012年、リコーブラックラムズの主将に就任。3シーズン務めた。
2020年、リコーブラックラムズを退団した。